# Stig Wennerström (Segler)
Stig Henrik Wennerström (* 31. März 1943 in Göteborg) ist ein ehemaliger schwedischer Segler.

## Erfolge
Stig Wennerström, der für den Göteborgs Kungliga Segelsällskap segelte, nahm in der Bootsklasse Soling an den Olympischen Spielen 1972 in München teil. Er war Skipper des schwedischen Bootes, dessen Crew aus Stefan Krook, Bo Knape und Lennart Roslund bestand. In insgesamt sieben Wettfahrten sicherten sie sich einen Sieg und wurden unter anderem zweimal Zweite, sodass sie die im Olympiazentrum Schilksee in Kiel stattfindende Regatta mit 31,7 Gesamtpunkten auf dem zweiten Platz abschlossen und hinter den von Harry Melges angeführten US-Amerikanern und vor dem Boot von David Miller aus Kanada die Silbermedaille erhielten.
Bereits 1970 war Wennerström in Poole mit Krook Weltmeister im Soling geworden und sicherte sich mit ihm 1973 in Quiberon die Bronzemedaille. Im Starboot belegte er 1970 ebenfalls den dritten Platz. 1975 wurde Wennerström auch Europameister im Soling, ehe 1979 eine weitere Bronzemedaille bei der Weltmeisterschaft im Soling folgte. Im Starboot gewann er bereits 1967 und 1970 jeweils den Europameistertitel.